# دانشگاه فناوری شیمی شنیانگ
دانشگاه فناوری شیمی شن یانگ (به انگلیسی: Shenyang University of Chemical Technology) دانشگاهی است در شن یانگ، استان لیائونینگ، چین که تحت نظر دولت ایالتی ست. بخشی از آن توسط حکومت و عمدتاً توسط دولت محلی اداره می‌شود، که مؤسسه ای عمدتاً علمی با تخصص و برتری در زمینه‌های صنایع شیمیایی، ادغام در زمینه‌های علمی، مهندسی، اقتصاد، مدیریت و هنر است.
این مؤسسه به یک سازمان آموزش چند سطحی برای دانش آموختگان، دانشجویان دوره کارشناسی و آموزش در مؤسسه شعبه (دولتی و تحت مدیریت جامعه)، دانشجویان خارجی، بزرگسالان و آموزش مداوم تبدیل شده‌است.
آموزشگاه فنی صنایع شیمیایی شن یانگ در سال ۱۹۵۲ تأسیس شد. در سال ۱۹۵۸ به دانشکده ارتقا یافت و مؤسسه فناوری شیمیایی شن یانگ نامیده شد. در سال ۱۹۶۰، این نام به دانشگاه علم و صنعت لیائونینگ تغییر یافت. در سال ۱۹۶۲، نام آن مؤسسه فناوری شیمیایی شن یانگ شد. در ۲۱ ژانویه ۲۰۱۰، نام آن به دانشگاه شیمی شن یانگ تغییر داده شد.

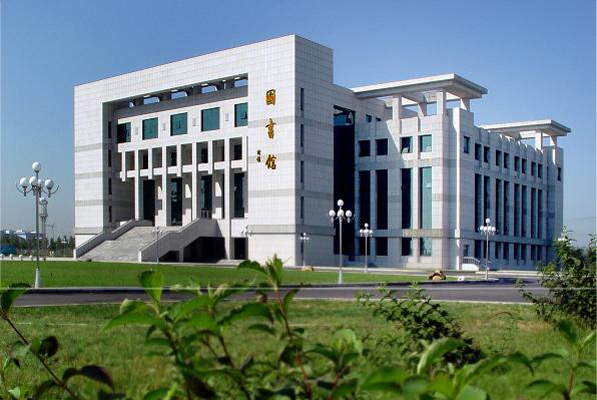
کتابخانه SUCT

## دستاوردها
دانشگاه فناوری شیمی شن یانگ ۱۴ جایزه موفقیت آموزشی در سطح استان اعطا شد، از جمله کسب دو مقام اول اول، ۱۰ مقام دوم و دو مقام سوم.

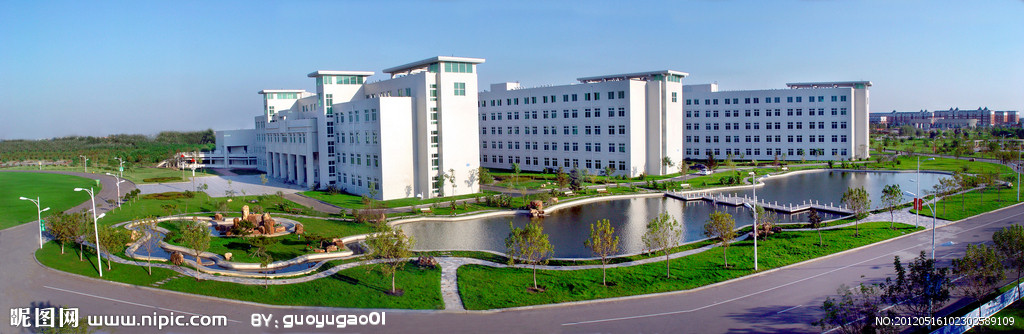
گروه مهندسی شیمی

دانشگاه فناوری شیمی شن یانگ از زمان اجرای نهمین پروژه پنج ساله بیش از ۴۰۰ پروژه علمی و تحقیقاتی را از ایالت، استان (وزارت)، شهر و شرکتهارا انجام داده و حدوداً ۲۰۰۰ مقاله علمی منتشر کرده‌است.

## روابط بین‌المللی
دانشگاه فناوری شیمی شن یانگ با بیش از ۲۰ دانشگاه مانند دانشگاه تونکو عبدارحمان و موسسات تحقیقات علمی در ژاپن، انگلیس، روسیه، ایالات متحده آمریکا، مالزی و غیره روابط همکاری بین‌المللی دوستانه برقرار کرده‌است.
دانشگاه فناوری شیمی شن یانگ برای آموزش مشترک مدل ۳ + ۲ به دانشگاه بدفوردشایر (انگلستان)، برای مدل ۲ + ۳ با دانشگاه فناوری شیمی ایوانوو (روسیه)، برای مدل ۳ + ۱ با دانشگاه وست اسکاتلند (انگلیس) پیوسته‌است و گواهینامه‌ها و مدارک تحصیلی ازدانشگاه شن یانگ و دانشگاه‌های خارجی به فارغ التحصیلان داده می‌شود.

## آموزشگاه‌ها و بخش‌ها
در دانشگاه فناوری شیمی شن یانگ مهندسی شیمی و کامپیوتر تدریس می‌شود. این دانشگاه وابسته به شورای مهندسین حرفه ای کانادا (CCPE) است. دانشگاه شن یانگ از ۱۲ کالج یا بخش تشکیل شده‌است:
- دانشکده مهندسی شیمی
- شیمی کاربردی
- مهندسی محیط زیست و زیست‌شناسی
- علوم و مهندسی مواد
- مهندسی مکانیک
- مهندسی اطلاعات
- علوم و فناوری رایانه
- اداره اقتصاد
- کالج کیا
- دانشکده آموزش بزرگسالان
- گروه زبانهای خارجی
- گروه ریاضیات و علوم
- گروه تحصیلات تکمیلی
- علوم اجتماعی
- گروه تربیت بدنی

در دانشگاه فناوری شیمی شن یانگ ۳۴ دوره درمقطع کارشناسی، ۱۲ رشته مجاز برای مقطع کارشناسی ارشد و یک رشته در رشته کارشناسی ارشد مهندسی ارائه می‌شود. دراین دانشگاه دوره‌هایی درسطوح بالاتر برای فارغ التحصیلان مشغول به کار به منظور ادامه تحصیل در مقاطع بالاتر فراهم شده و دارای پنج رشته بدر مقطع دکترا در ارتباط با دانشگاه‌های داخلی و خارج از کشور است. دانشگاه شن یانگ دارای سه موضوع اصلی، یک آزمایشگاه اصلی در سطح استانی، و همچنین ۴۰ نوع آزمایشگاه است.
رشته‌های زیر به زبان انگلیسی تدریس می‌شوند:
- مهندسی شیمی
- مهندسی کامپیوتر
- مهندسی برق
- مهندسی الکترونیک
- تجارت و حسابداری بین‌المللی
- مهندسی مکانیک
- مهندسی نرم‌افزار

## کارکنان
در دانشگاه شن یانگ ۸۱۳ مدرس حرفه ای شامل ۱۰۴ معلم ارشد و ۳۰۸ جایگزین معلم ارشد مشغول به تدریس هستند. بالای ۵۰ نفر کارشناسانی هستند شامل کسانی که اعانه شورای ایالتی دریافت می‌کنند، معلمان برجسته استانی و روسای ادارات سطح استانی.

## ثبت نام
در این دانشگاه حدود ۱۸۰۰۰ دانشجو نام‌نویسی کرده‌اند. اکثر دانشجویان اهل استان لیائونینگ و سایرین از استانهای سراسر چین هستند.

### دانشجویان بین‌المللی
تعداد بیش از ۲۰۰ دانشجو در مقاطع تحصیلات تکمیلی و کارشناسی ارشد از کشورهای بنگلادش، غنا، موریس، هند، نپال، نیجریه و پاکستان در رشته‌های مهندسی و بازرگانی مشغول به تحصیل هستند.